# Нёйи-ле-Реаль (кантон)
Нёйи́-ле-Реа́ль (фр. Neuilly-le-Réal) — кантон во Франции, находится в регионе Овернь, департамент Алье. Входит в состав округа Мулен.
Код INSEE кантона — 0325. Всего в кантон Нёйи-ле-Реаль входит 9 коммун, из них главной коммуной является Нёйи-ле-Реаль.

## Коммуны кантона
| Коммуна         | Население, чел. (1999) | Почтовый индекс | Код INSEE |
| --------------- | ---------------------- | --------------- | --------- |
| Бессе-сюр-Алье  | 1 378                  | 03340           | 03025     |
| Гуиз            | 216                    | 03340           | 03124     |
| Ла-Ферте-Отрив  | 285                    | 03340           | 03114     |
| Мерси           | 293                    | 03340           | 03171     |
| Монбёньи        | 552                    | 03340           | 03180     |
| Нёйи-ле-Реаль   | 1 303                  | 03340           | 03197     |
| Сен-Вуар        | 200                    | 03220           | 03263     |
| Сен-Жеран-де-Во | 465                    | 03340           | 03234     |
| Шапо            | 216                    | 03340           | 03054     |

## Население
Население кантона на 2006 год составляло 5 023 человека.
| 1962  | 1968  | 1975  | 1982  | 1990  | 1999  | 2006  | 2007 | 2008 |
| ----- | ----- | ----- | ----- | ----- | ----- | ----- | ---- | ---- |
| 5 061 | 5 314 | 4 685 | 4 919 | 4 982 | 4 908 | 5 023 | —    | —    |